# TCM (телеканал)
Turner Classic Movies (также сокр. TCM, Ти-си-э́м) — круглосуточный телеканал, показывающий старые фильмы из фильмотеки основанной Тедом Тёрнером компании Turner Entertainment. Принадлежит корпорации Warner Bros. Discovery. Был запущен в апреле 1994 года. В различных странах доступен как по кабелю, так и со спутника и в цифровом эфире.

## История
В США канал был запущен в четверг, 14 апреля 1994 года, с относительно небольшим (по сравнению с другими каналами, основанными Тедом Тёрнером) числом активных подписчиков — около 1 миллиона.
В 2008 году телеканалу была присуждена Премия Пибоди.
В конце июня 2023 года новое руководство медиахолдинга в лице Дэвида Заслова занялось оптимизацией расходов: увеличив затраты на покупку контента и урезав зарплаты было сэкономлено 3 млн. долл. ежегодных расходов, что сопровождалось добровольной отставкой руководства TCM и серьёзным резонансном из-за положительной репутации канала.